# Halle-Neustadt
Halle-Neustadt era una città tedesca, esistita dal 1967 al 1990, e da allora parte della città di Halle (Saale).

## Storia
Nacque negli anni sessanta del XX secolo come espansione residenziale della città di Halle/Saale, destinata ai lavoratori delle industrie chimiche della zona. Originariamente era nota come Chemiearbeiterstadt Halle-West (città dei lavoratori della chimica "Halle Ovest").
Sviluppatasi rapidamente, fu resa indipendente da Halle il 12 maggio 1967, acquisendo lo status di circondario urbano (Stadtkreis); per il collegamento con la città storica e le zone industriali, fu istituito un servizio ferroviario urbano (S-Bahn). Negli anni Ottanta superò i 90.000 abitanti.
Il 6 maggio 1990, poco prima della riunificazione tedesca, fu riunita alla città di Halle/Saale.
Il declino dell'industria chimica ha causato un forte calo demografico.
Attualmente la Neustadt corrisponde ai quartieri Nördliche Neustadt, Südliche Neustadt, Westliche Neustadt e Gewerbegebiet Neustadt, appartenenti al distretto urbano di Halle-West.